# Bảy chú lùn

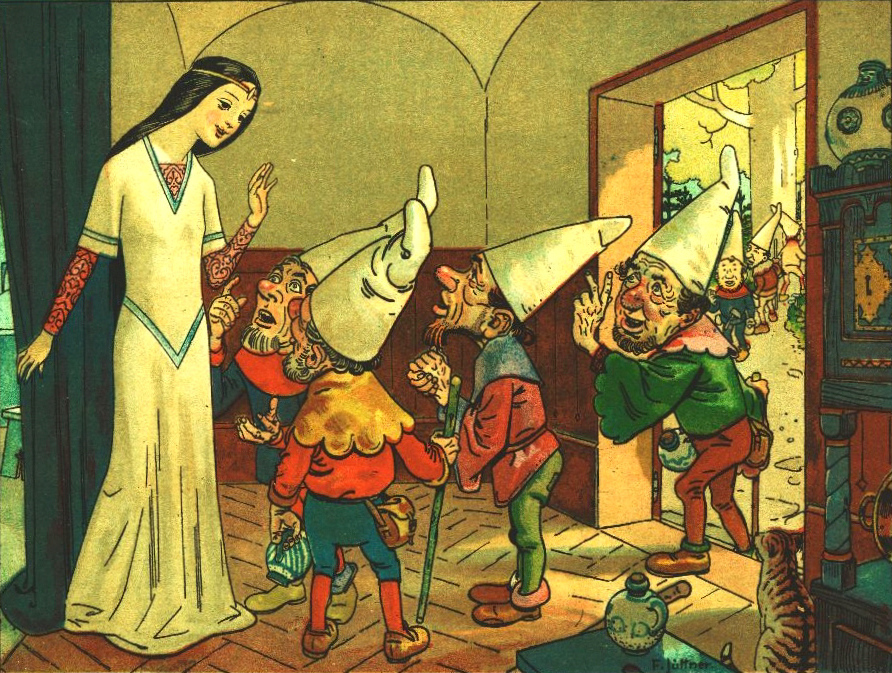
Truyện tranh về bảy chú lùn

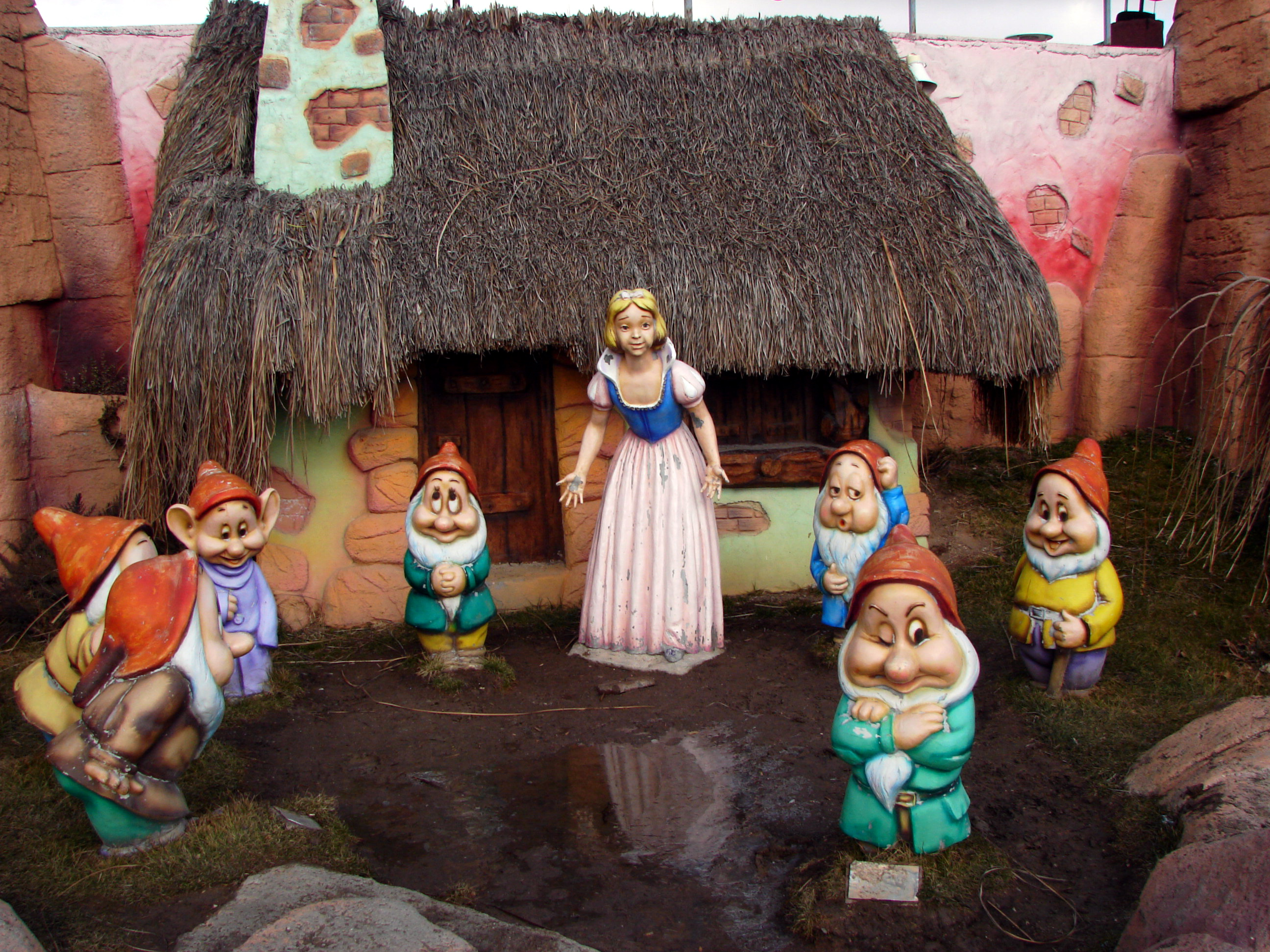
Bảy chú lùn và nàng Bạch Tuyết

Bảy chú lùn (Seven Dwarfs) là các nhân vật người lùn hư cấu trong câu chuyện cổ tích của anh em nhà Grimm ra đời vào năm 1812 có nhan đề nàng Bạch Tuyết và các phiên bản và chuyển thể khác. Bảy chú lùn lần đầu tiên được đặt tên riêng trong vở kịch Nàng bạch tuyết và bảy chú lùn trên sân khấu Broadway năm 1912 và sau đó được đặt những tên khác nhau trong bộ phim Nàng bạch tuyết và bảy chú lùn năm 1937 của Walt Disney. Ngày nay, hình ảnh bảy chú lùn vui nhộn cùng với nàng Bạch Tuyết đã trở nên phổ biến đại chúng, là hình ảnh trang trí trong các khu vui chơi, giải trí, công viên chủ đề, trường mẫu giáo và các địa điểm vui chơi gắn liền với trẻ em.

## Câu chuyện
Trong câu chuyện cổ tích này thì bảy chú lùn sống cùng nhau trong một ngôi nhà nhỏ và làm việc chăm chỉ trong những hầm mỏ ở gần đó. Bạch Tuyết tình cờ tìm thấy ngôi nhà của họ sau khi được người thợ săn bảo chạy trốn khỏi vương quốc của Nữ hoàng. Bảy chú lùn trở về nhà và ngay lập tức nhận thấy có người lẻn vào, vì ngôi nhà đã được dọn dẹp sạch sẽ ngăn nắp. Trong lúc họ đang nói chuyện ồn ào, họ phát hiện ra Bạch Tuyết đang ngủ. Cô tỉnh dậy và giải thích cho họ biết chuyện gì đã xảy ra. Các chú lùn cảm thương cô và nói: "Nếu cô trông nhà cho chúng tôi, nấu ăn, dọn giường, giặt giũ, may vá, đan lát, và giữ mọi thứ sạch sẽ và ngăn nắp, thì cô có thể ở lại với chúng tôi, và cô sẽ có mọi thứ mình muốn". Họ cảnh báo cô phải cẩn thận khi ở nhà một mình và không cho bất kỳ ai vào nhà khi họ đang làm việc trên núi. Sau này khi Nữ hoàng cải trang thành một người bán hàng rong già, buộc một dải khăn bằng lụa nhiều màu vào Bạch Tuyết khiến nàng ngất xỉu. 
Bảy chú lùn trở về đúng lúc và Bạch Tuyết được cứu khi các chú lùn cắt ren. Nữ hoàng lại đến một lần nữa, lần này cải trang thành người bán lược. Bà đưa cho Bạch Tuyết một chiếc lược tẩm độc, nhưng Bảy chú lùn lại cứu bà một lần nữa. Sau đó, Nữ hoàng xuất hiện cải trang thành vợ của một người nông dân và đưa cho Bạch Tuyết một quả táo tẩm độc hấp dẫn khó cưỡng. Bạch Tuyết cắn một miếng vào quả táo và ngã xuống đất ngay tức thì, dường như cô đã chết. Lần này, Bảy chú lùn không cách nào cứu chữa cho cô gái, vì họ không thể xác định được Bạch Tuyết đã thật sự chết thật hay chưa và họ cãi vả nhau, cuối cùng nhất trí cho rằng cô đã chết, họ bèn đặt cô vào một chiếc quan tài thủy tinh để khâm liệm. Một thời gian sau, khi một Hoàng tử tình cờ đi qua vùng đất nhìn thấy Bạch Tuyết. Hoàng tử bước đến quan tài của cô và bị mê hoặc bởi vẻ đẹp của Bạch Tuyết, ngay lập tức phải lòng nàng. Khi Hoàng tử đưa thi thể cô trở về lâu đài của mình, quan tài của cô bị đánh mạnh và một miếng táo lớn trong cổ họng Bạch Tuyết đã bị ộc ra, do đó cô đã bật dậy sống lại. Sau đó, hoàng tử kết hôn với Bạch Tuyết và họ "sống hạnh phúc mãi mãi về sau".

## Nhận định
Là một hình ảnh văn hóa nổi bật, Bảy chú lùn đã gây tranh cãi trong số những người mắc chứng lùn. Một học giả phê bình đã nói rằng nó "tuân theo các quy ước của duy trì những định kiến đương thời trong việc vẽ nên hình ảnh những người mắc chứng lùn", miêu tả họ là "vô năng, hài hước, cổ quái, lập dị, trẻ con" và "quá ngây thơ, thậm chí có thể là đần độn". Năm 2022, nam diễn viên Peter Dinklage đã chỉ trích bộ phim bản làm lại của bộ phim Nàng Bạch Tuyết và bảy chú lùn của Disney là nguyên nhân "làm mới lại những khuôn mẫu gây tổn hại", nói rằng "Ông tiến bộ theo một cách nào đó nhưng ông vẫn đang tạo ra câu chuyện ngược đời về bảy chú lùn sống trong hang động. Ông đang làm cái quái gì thế, ông bạn?". Một số người trong cộng đồng người lùn như Jeff Brooks và Katrina Kemp bày tỏ quan điểm khác. Đô vật chuyên nghiệp Dylan Postl, được biết đến nhiều hơn với vai diễn trên võ đài Hornswoggle, đã lên tiếng phản đối lời lên án của Dinklage về cách miêu tả Bảy chú lùn, nói rằng việc Disney thay thế họ bằng những "sinh vật kỳ diệu" vô danh, do diễn viên lồng tiếng thủ vai, sẽ tước đi của các diễn viên lùn một vai chính có thể có trong một bộ phim dựa trên một tài sản đã được công nhận. Diễn viên hài Brad Williams cũng bày tỏ một tình cảm tương tự, nói rằng mặc dù anh đồng ý rằng cách miêu tả này "hơi xúc phạm", nhưng vẫn có cách để giải quyết vấn đề này bằng cách miêu tả những chú lùn như một mối tình tiềm năng của Bạch Tuyết và giảm bớt vai trò của hoàng tử trong câu chuyện, đồng thời khen ngợi những khía cạnh tích cực của các nhân vật: "Ý tôi là, họ có công việc, bạn biết đấy? Họ có những người bạn tốt. Họ có một ngôi nhà. Họ thích bảo vệ cô ấy [Bạch Tuyết]. Họ là thợ mỏ kim cương, vì vậy họ giàu có. Họ tự thân lập nghiệp, giàu có".

## Chú thích

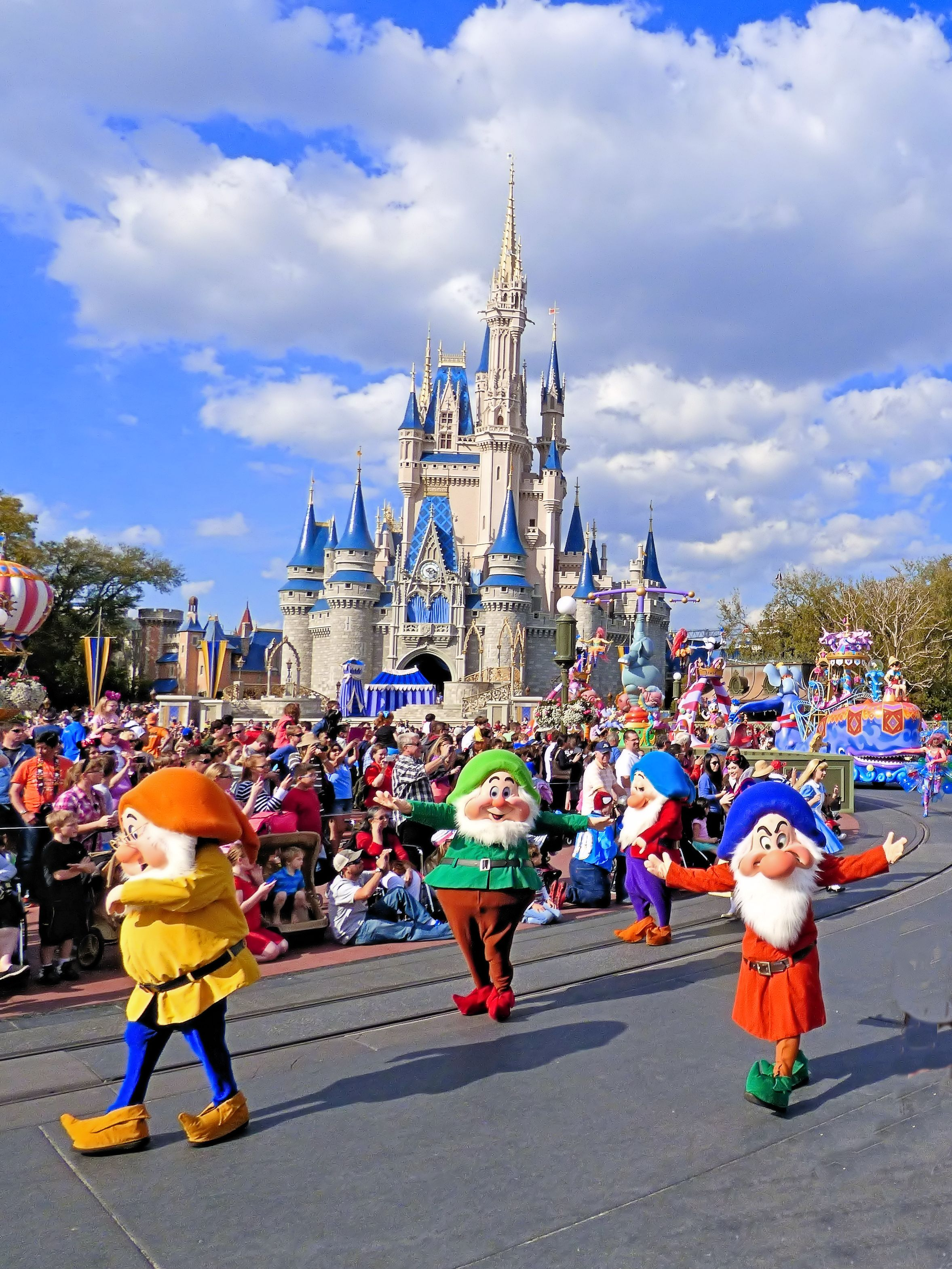
Bảy chú lùn diễu hành